# Sabellastarte spectabilis
Sabellastarte spectabilis is een borstelworm uit de familie Sabellidae. Sabellastarte spectabilis werd in 1878 voor het eerst wetenschappelijk beschreven door Adolph-Eduard Grube.

## Taxonomie
Deze worm heeft een complexe taxonomische geschiedenis. Het stond bekend als Sabellastarte sanctijosephi toen het voor het eerst verscheen in Hawaï in de 20e eeuw. De namen S. punctata en S. indica werden gebruikt door Hartman (1966) en anderen. In 2003 voerden Knight-Jones en Mackie een herziening uit van het geslacht Sabellastarte en bepaalden dat Sabellastarte spectabilis de correct soortnaam was.

## Beschrijving
Deze grote worm kan 80 mm lang en 10-12 mm breed worden. Het is bleekgeel van kleur met paarse stippen. Het leeft in een taaie, leerachtige buis bedekt met fijne modder. Hieruit steekt een vertakte kroon van tentakels, de radioles, die een pluim vormen. De tentakels zijn gestreept in donkere en lichtbruine banden en dragen geen styloden of oogvlekken. Er zijn twee lange, slanke palpen en een vierlobbige kraag. S. spectabilis is een filtervoeder. Cilia op de tentakels veroorzaken stromingen in het water en organische deeltjes worden opgevangen als ze voorbij drijven. Ze worden langs met slijm gevulde groeven naar de mond gebracht. Voor het bouwen van de buis worden grotere niet-voedseldeeltjes gebruikt. De tentakels worden ook gebruikt als kieuwen voor gasuitwisseling.

## Verdeling
Het oorspronkelijke verspreidingsgebied van S. spectabilis is de Indische Oceaan en de Rode Zee, maar wordt nu ook gevonden aan de kusten van Afrika en Mozambique en de Golf van Mexico. In 2002 werd melding gemaakt van palen, drijvende dokken en havenmuren in Hawaï. S. spectabilis wordt gevonden in gaten en scheuren en tussen algen op riffen en rotsachtige kusten. Het wordt soms gevonden groeiend in spleten in het koraal Pocillopora meandrina, onder keien in stilstaand water, in lava-gaten, in getijdenpoelen en in kanalen die zijn blootgesteld aan zware branding.